# Kaiserstraße 102 (Offenbach am Main)

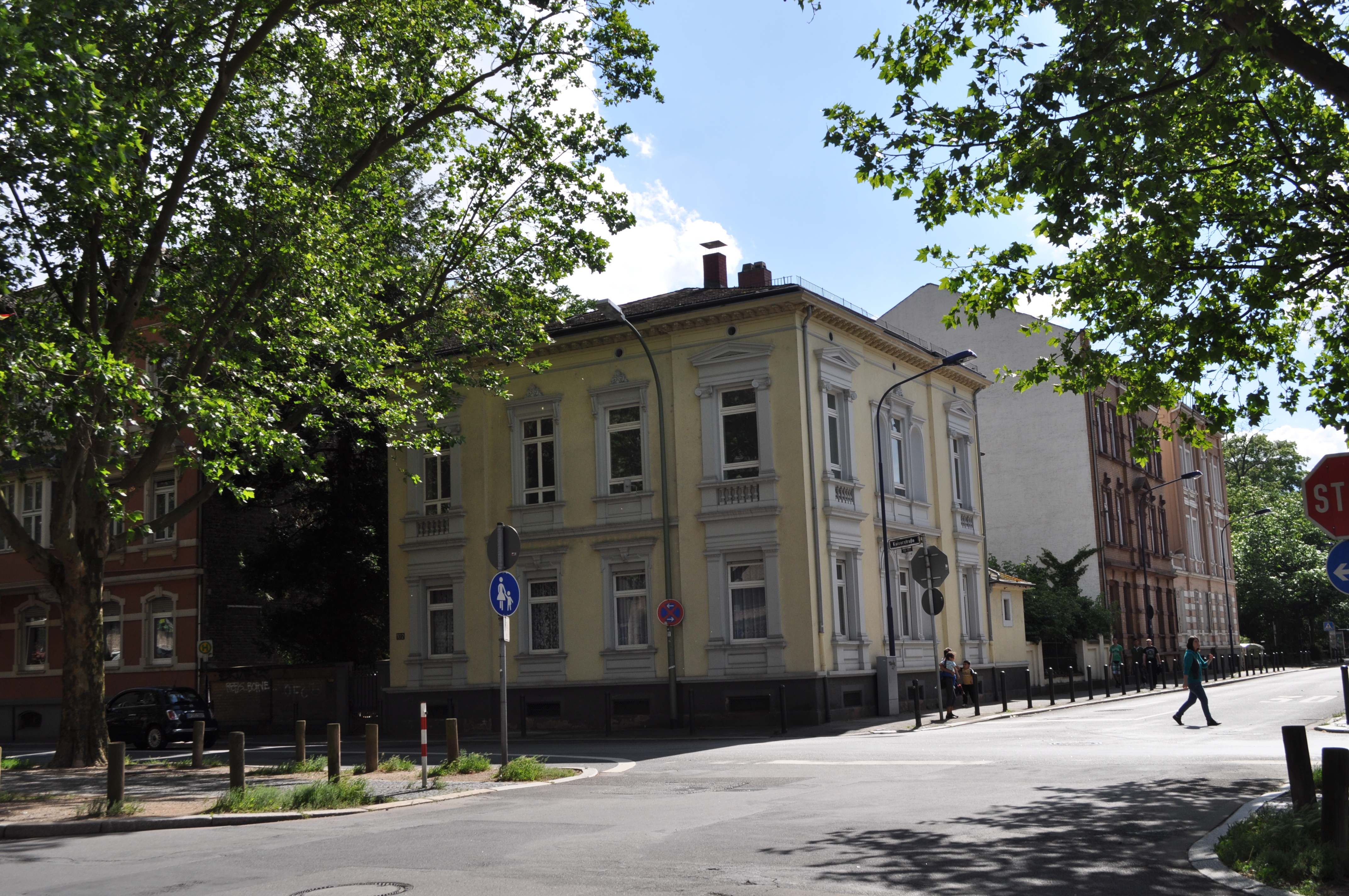
Kaiserstraße 102

Die Villa Kaiserstraße 102 in Offenbach am Main ist ein unter Denkmalschutz stehendes neoklassizistisches Wohngebäude.

## Bauausführung
Das Gebäude wurde um 1865 vom Offenbacher Bauunternehmen Casimir Hasenbach im neoklassizistischen Stil erbaut. 1890 wurde es durch einen kleinen, rückseitigen Anbau mit Freisitz erweitert. Charakteristisch ist die gut gestaltete, vierachsige Putzfassade an der zur Kaiserstraße zugewandten Seite mit Fenstergewänden in Werkstein sowie die Betonung der Ecken durch leicht vorspringende Risalite. Die Fassade zeichnet sich durch rechteckige Fenstergewände mit seitlichen Wandpfeilern, ionischen Kapitellen und Eierstabkapitellen, weit vorkragenden Fensterverdachungen und -brüstungen, teilweise mit Balustrade, aus. Entlang der Goethestraße verfügen die mittleren Fenster über seitliche, heute leere Figurennischen. Als oberer Abschluss ist ein ausladendes Kranzgesims ausgeführt. Erhalten sind ebenfalls die historischen Einfassungsmauern des Grundstückes.
Bei dem Gebäude handelt es sich um ein Kulturdenkmal aus geschichtlichen, künstlerischen und städtebaulichen Gründen.

## Restaurierung

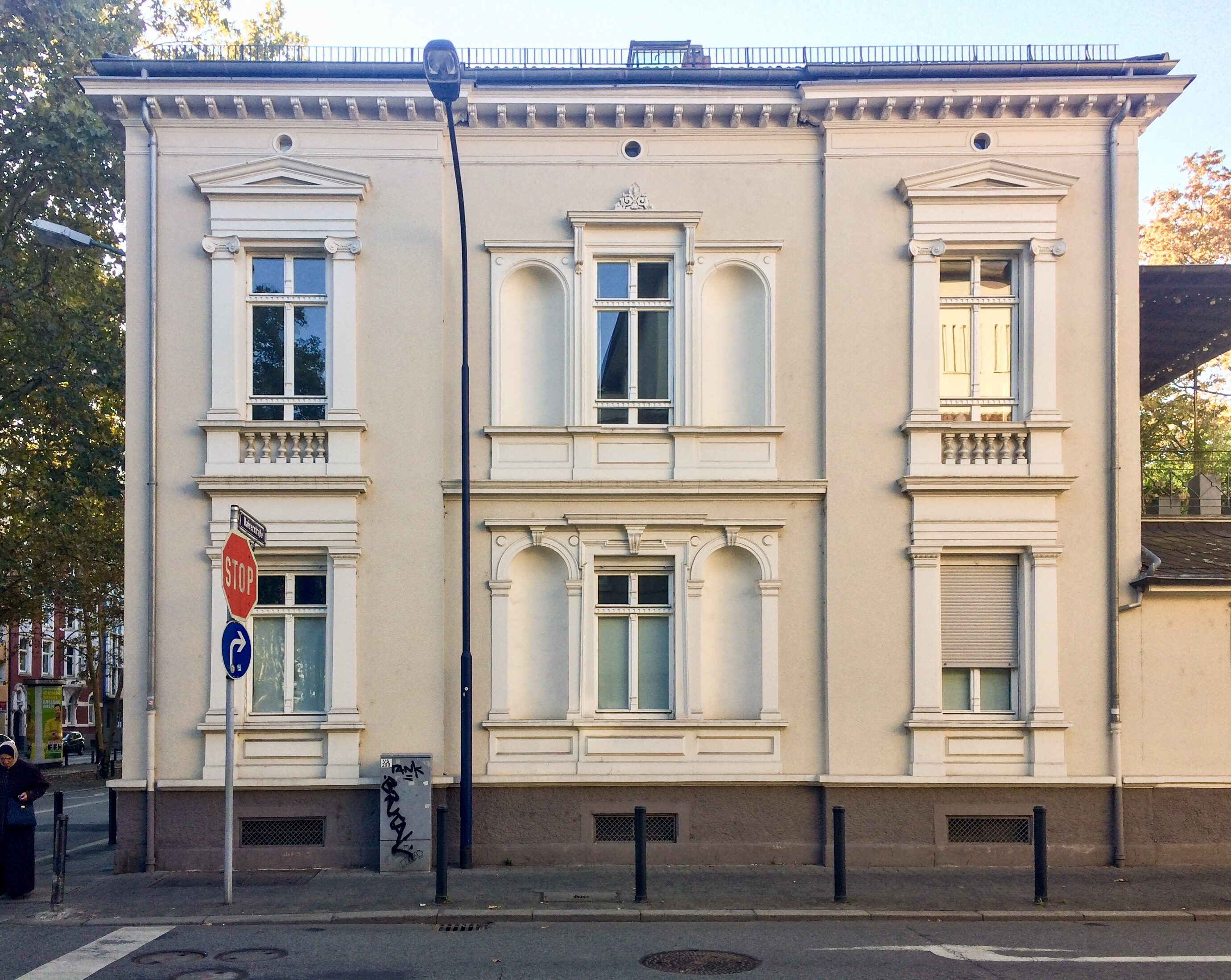
Nach der Restaurierung; hier Blick von der Goethestraße

Das Gebäude befand sich lange Zeit in städtischem Besitz und wurde 2015 an die jetzigen Eigentümer veräußert, die in dem Haus drei Mietwohnungen errichteten. Zunächst wurden umfängliche Freilegungsarbeiten durchgeführt, um historische Substanz zu erkennen und zu sichern. Im Inneren waren, zum Teil unter mehreren nicht bauzeitlichen Überarbeitungen, noch bauzeitliche Ausstattungselemente, wie Holzböden, Teile der Lamperie oder Kassettentüren vorhanden.
Zur Legalisierung der Wohnräume im Dachgeschoss wurde ein Genehmigungsverfahren durchlaufen und das Dach neu gedeckt. Sämtliche vorhandenen, nicht denkmalgerechten Fenster wurden gegen denkmalgerechte Fenster in Anlehnung an die aus der Bauzeit bekannten Abbildungen ausgetauscht. Die Fassade wurde überarbeitet. Vorhandene denkmalgeschützte Substanz, wie die teilweise vorhandene Lamperie oder die Parkettböden, wurden denkmalgerecht saniert und ergänzt. Neue Materialien wurden an den Bestand angepasst. Die vollständig erneuerten sanitären Einrichtungen wurden in moderner Form, dem Denkmal gerecht, hergestellt. Zudem wurde die historische Einfriedung restauriert.
Der Denkmalbeirat der Stadt Offenbach zeichnete die Eigentümer als Anerkennung der Leistung der Renovierung mit dem Offenbacher Denkmalschutzpreis 2018 aus. Ein wichtiges Kriterium des Denkmalbeirats bei seiner Entscheidung für die Preisvergabe zugunsten der Liegenschaft Kaiserstraße 102 war das weit über das übliche Maß hinausgehende private Engagement.

## Sonstiges
Die Villa war 2018 ein Schauplatz der Luminale. Im Projekt Lichtreflex von Lydia und Nikolai Pommerer wurden vier der leeren Figurennischen wiederbelebt. Dieser architektonische Freiraum wurde von kybernetischen Lichtskulpturen mit einem bewegten Lichtbild gefüllt.